# Nils Collett Vogt

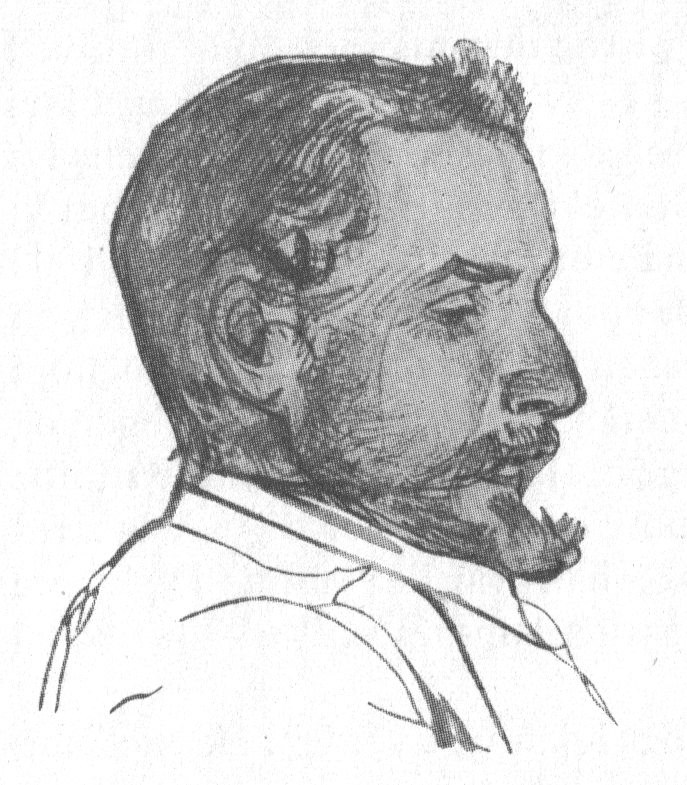
Nils Collett Vogt tecknad av Christian Krohg på 1890-talet.

Nils Collett Vogt, född den 25 september 1864 i Kristiania, död den 23 december 1937, var en norsk skald, som tillhörde släkten Vogt.

## Biografi
Vogt blev student 1884, studerade en kort tid juridik, men ägnade sig snart uteslutande åt litteraturen. Delvis med statsstipendium har han långa tider vistats i Italien, Frankrike, Tyskland, Sverige och Danmark. Vogt debuterade 1887 med ett häfte Digte, som väckte uppmärksamhet och stora förhoppningar genom sin lyriska friskhet och strömmande melodi; den lyriska dikten hade då också stått i skymundan sedan ett par årtionden. 
Den halvt självbiografiska Familiens sorg (1889; 2:a uppl. 1914), en skildring av en radikal, överexalterad ynglings uppväxtår under unionsstriderna på  1870-80-talen, gjorde ett i många läsares ögon pinsamt intryck. Diktsamlingen Fra vaar til høst (1894; ny uppl. 1903) predikade levnadsglädjen, den rent hedniska skönhets- och sinnesnjutningens lära med en sydländsk eld, som erinrade om Heidenstams ungdomsdiktning. 
Poesiböckerna Musik og vaar (1896), Det dyre brød (1900), Fra Christiania (1904), Septemberbrand (1907) och Hjemkomst (1917) ansågs av samtida bedömare på det stora hela inte ha infriat de första löftena; de upplevde något halvt i Vogts alstring, som gör, att den inte verkar stor och mäktig i trots av mycket stämningsfullt, personlig känslostyrka och praktfull form. 
Vogt odlade även prosaberättelsens område med romanen Harriet Blich (1902), som skildrar en ung flickas tidigare erotiska erfarenheter och missräkningar med skoningslös realism, och novellerna Mennesker (1903). 
Vogt var även flitigt verksam som dramatiker. De två skådespelen Spændte sind (1910; av dessa uppfördes De skadeskudte på Nationaltheatret 1913; uppförd i Stockholm 1916 av norrmän), Moren (1913), Therese (1914; uppförd av norska skådespelare i Stockholm 1916) och To mennesker (1903; ingår i "Mennesker") är konfliktdramer, gärna från en smula dekadenta kretsar, med påtagligt inflytande från Ibsen. Digte i utvalg utgavs 1908 (2:a uppl. 1919), Smaa breve fra Finmarken 1918.
Vogt gifte sig 1894 med Siri Thyselius, 1853–1936, dotter till det svenska statsrådet Carl Johan Thyselius. De fick dottern Johanne, 1896–1960 och bodde periodvis på släktgodset Finnåker utanför Fellingsbro.